# 教育暨青年局

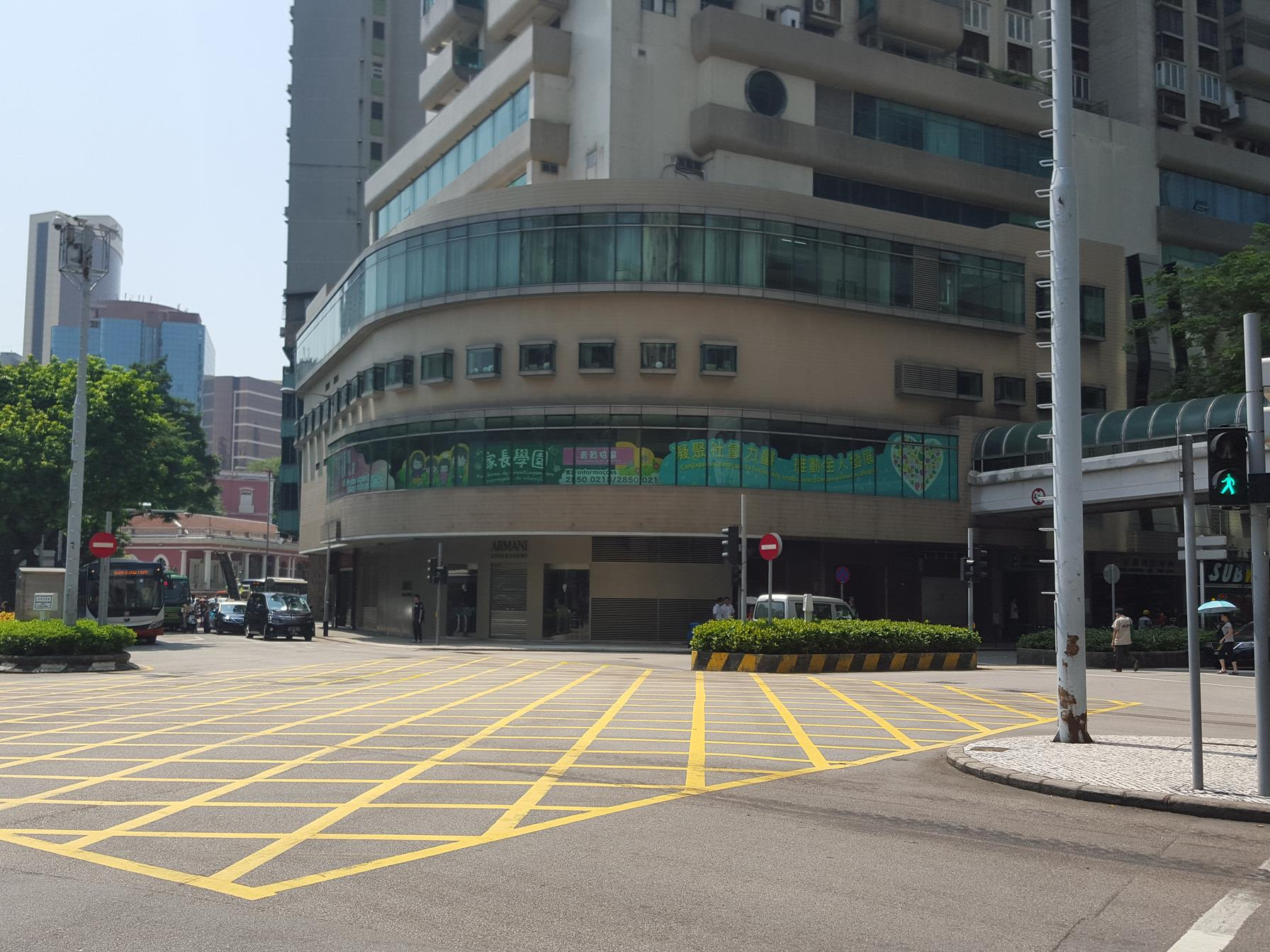
教育暨青年局總部

教育暨青年局（葡萄牙語：Direcção dos Serviços de Educação e Juventude；縮寫：DSEJ；中文簡稱：教青局）是領導管理澳門義務教育以及青少年相關問題的澳門特別行政區政府部門，主要提供教育與青年範疇的資源和政策。前身為教育暨青年司，該司司長最後一任為韋思理（Luiz Amado de Vizeu）。
2021年2月1日起，教育暨青年局與高等教育局合併為教育及青年發展局。

## 職責
- 執行教育政策，發展各項教育，並為使教育機構良好運作提供所需的工具，以確保持續教育的原則及所有居民享受教育的權利；
- 執行青年政策，鼓勵並發展有助於文化推廣及青年和諧融入社會的培訓工作；
- 制定教育及青年活動的年度和跨年度計劃；
- 構思、計劃、執行及協調有關專業技術的教育工作；
- 構思、組織及協調持續教育工作及發展成年人語言能力的工作；
- 訂定及協調有關學校和專業的指導制度；
- 為有特殊教育需要的學生融入社群，提供適當條件；
- 定期進行教育制度的評核，以保證教學法的革新及長期配合澳門特別行政區社會經濟實況；
- 推行訂立私立教育的規章；
- 核准不論其教學方式相等與否的非高等教育之私立學校准照；
- 協調及監察公立及私立學校之教育活動及其所屬部門及活動，並在需要時採取適當措施，或對行政、財政或教學技術程序提出建議；
- 協調及監督屬其範圍組織的活動；
- 按照人口增長情況 ﹐計劃及訂定學校系統；
- 按照各項教育的適當模式及規範 ﹐制定並執行設備的年度或跨年度計劃；
- 注視學校建築計劃的實施；
- 協調學校衛生範疇活動的發展；
- 執行學校福利政策，向學生和教育機構提供所需及可能的協助；
- 推動、鼓勵及支持給予青年及其組織的保護、資訊、教育及協助和與其他國家或地區的青年組織合作的發展活動；
- 按照所察覺的需求及可動用的資源，推廣、鼓勵、協助及注視教師及其他教育工作者的培訓；
- 推動教育領域的研究工作；
- 協調及監督教育暨青年局所有人員的管理。

## 組織法例
- 第113/77/M號訓令（1977年9月17日《澳門政府公報》）設立氹仔及路環中葡學校。
- 第75/87/M號訓令（1987年7月13日《澳門政府公報》）設立巴波沙中葡小學。
- 第57/89/M號訓令（1989年3月27日《澳門政府公報》）設立樂富中葡幼稚園。
- 第62/89/M號法令（1989年9月25日《澳門政府公報》）逐步取消高美士中葡學校第五、第六年級，並改名為高美士中葡中學。
- 第182/90/M號訓令（1990年9月17日《澳門政府公報》）設立北區中葡小學。
- 第81/92/M號法令（1992年12月21日《澳門政府公報》）訂定現時教育暨青年局之組織架構。
- 第73/93/M號法令（1993年12月31日《澳門政府公報》）賦予教育暨青年局行政自治權。
- 第26/94/M號訓令（1994年2月21日《澳門政府公報》）設立塔石青年中心。- 經第26/2007號行政命令易名為 “青年試館”。
- 第265/94/M號訓令（1994年12月12日《澳門政府公報》）設立灣景中葡小學。
- 第62/94/M號法令（1994年12月19日《澳門政府公報》）核准學生福利基金及社會暨教育援助之新制度－廢止五月十四日第17/90/M號及第18/90/M號法令。
- 第13/95/M號法令（1995年3月6日《澳門政府公報》）訂定澳門高美士中葡中學之組織架構－廢止適用於“高美士中葡中學”之七月五日第33/93/M號法令。
- 第77/95/M號訓令（1995年3月6日《澳門政府公報》）設立二龍喉中葡小學。
- 第20/95/M號法令（1995年5月8日《澳門政府公報》）訂定以中文為教學語言之官立學前教育場所及官立小學教育場所之組織 －廢止六月二十五日第22/77/號及六月十九日第26/82/M號法令。
- 第26/97/M號法令（1997年6月30日《澳門政府公報》）訂定學校督導活動之法律體系－若干廢止。
- 第10/98/M號訓令（1998年2月2日《澳門政府公報》）給予各中葡幼稚園官方葡文名稱。
- 第33/SAAEJ/98號批示（1998年8月31日《澳門政府公報》）以教學試驗制度創立二龍喉中葡小學及高美士中葡中學葡文部。
- 第213/98/M號訓令（1998年9月28日《澳門政府公報》）設立中葡職業技術學校。
- 第236/98/M號訓令（1998年11月16日《澳門政府公報》）設立氹仔教育活動中心。
- 第67/99/M號法令（1999年11月1日《澳門政府公報》）核准《教育暨青年局教學人員通則》－若干廢止。
- 第7/2001號行政法規（2001年4月23日《澳門特別行政區公報》）設立駿菁活動中心。
- 第61/2005號行政命令（2005年12月26日《澳門特別行政區公報》）設立德育中心。
- 第9/2006號法律（2006年12月26日《澳門特別行政區公報》）非高等敎育制度綱要法。
- 第16/2007號行政法規（2007年8月27日《澳門特別行政區公報）訂定《教育發展基金制度》。
- 第65/2010號行政命令（2010年7月26日《澳門特別行政區公報》）教育暨青年局的人員編制。
- 第12/2010號法律（2010年9月6日《澳門特別行政區公報》）非高等教育公立學校教師及教學助理員職程制度。
- 第46/2011號行政命令（2011年7月25日《澳門特別行政區公報》）設立鄭觀應公立學校。
- 第62/2011號行政命令（2011年9月5日《澳門特別行政區公報》）修改教育暨青年局人員編制。
- 第174/2019號行政命令（2019年11月29日《澳門特別行政區公報》）設立石排灣公立學校。

## 組織架構
| 廳級             | 處級                     | 組級                       | 未界定層級之單位         | 附屬基金     |
| ---------------- | ------------------------ | -------------------------- | ------------------------ | ------------ |
|                  |                          |                            | 文件、資訊暨公共關係中心 |              |
| 學校管理暨行政廳 | 財政暨財產管理處         | 會計科                     |                          |              |
| 學校管理暨行政廳 | 財政暨財產管理處         | 財產科                     |                          |              |
| 學校管理暨行政廳 | 人事處                   | 行政輔助科                 |                          |              |
| 學校管理暨行政廳 | 檔案暨文書收發科         |                            |                          |              |
| 教育研究暨資源廳 | 教育研究暨教育改革輔助處 |                            |                          |              |
| 教育研究暨資源廳 | 教育設備處               |                            |                          |              |
| 教育研究暨資源廳 | 組織暨資訊處             |                            |                          |              |
| 教育研究暨資源廳 |                          | 教育資源中心               |                          |              |
| 教育研究暨資源廳 | 行政輔助科               |                            |                          |              |
| 教育廳           | 學前暨小學教育處         |                            |                          |              |
| 教育廳           | 中學暨技術職業教育處     |                            |                          |              |
| 教育廳           | 延續教育處               |                            | 成人教育中心             |              |
| 教育廳           | 延續教育處               | 語言推廣中心               |                          |              |
| 教育廳           |                          | 教育心理輔導暨特殊教育中心 |                          |              |
| 教育廳           | 行政輔助科               |                            |                          |              |
| 青年廳           | 青年結社培訓暨輔導處     |                            |                          |              |
| 青年廳           | 學校體育暨課餘活動事務處 |                            |                          |              |
| 青年廳           |                          | 青年活動中心               |                          |              |
| 青年廳           |                          | 青年旅舍                   |                          |              |
| 青年廳           | 行政輔助科               |                            |                          |              |
|                  | 社會暨教育輔助處         | 行政輔助科                 |                          |              |
|                  |                          |                            | 公立學校                 |              |
|                  |                          |                            | 學校督導                 |              |
|                  |                          |                            | 氹仔教育活動中心         |              |
|                  |                          |                            | 德育中心                 |              |
|                  |                          |                            |                          | 學生福利基金 |
|                  |                          |                            |                          | 教育發展基金 |

### 該局轄下的學校和教育活動中心
- 公立學校：
  - 樂富中葡幼稚園(已合併的公立學校)
  - 北區中葡小學(已合併的公立學校)
  - 鄭觀應公立學校(重新工程之前為巴波沙中葡小學)
  - 路環中葡學校(當時唯一一所全特殊教育的公立學校，已合併)
  - 二龍喉中葡小學(已合併至一條龍的特殊教育學校)
  - 何東中葡小學
  - 中葡職業技術學校
  - 高美士中葡中學
  - 氹仔中葡學校
  - 石排灣公立學校
- 教育活動中心：
  - 氹仔教育活動中心
  - 成人教育中心
  - 語言推廣中心
  - 德育中心
  - 教育資源中心
  - 教育心理輔導暨特殊教育中心
- 青年旅舍：
  - 竹灣青年旅舍
  - 黑沙青年旅舍
- 青年活動中心：
  - 黑沙環青年活動中心
  - 青年試館
  - 外港青年活動中心
  - 駿菁活動中心

## 轄下機構

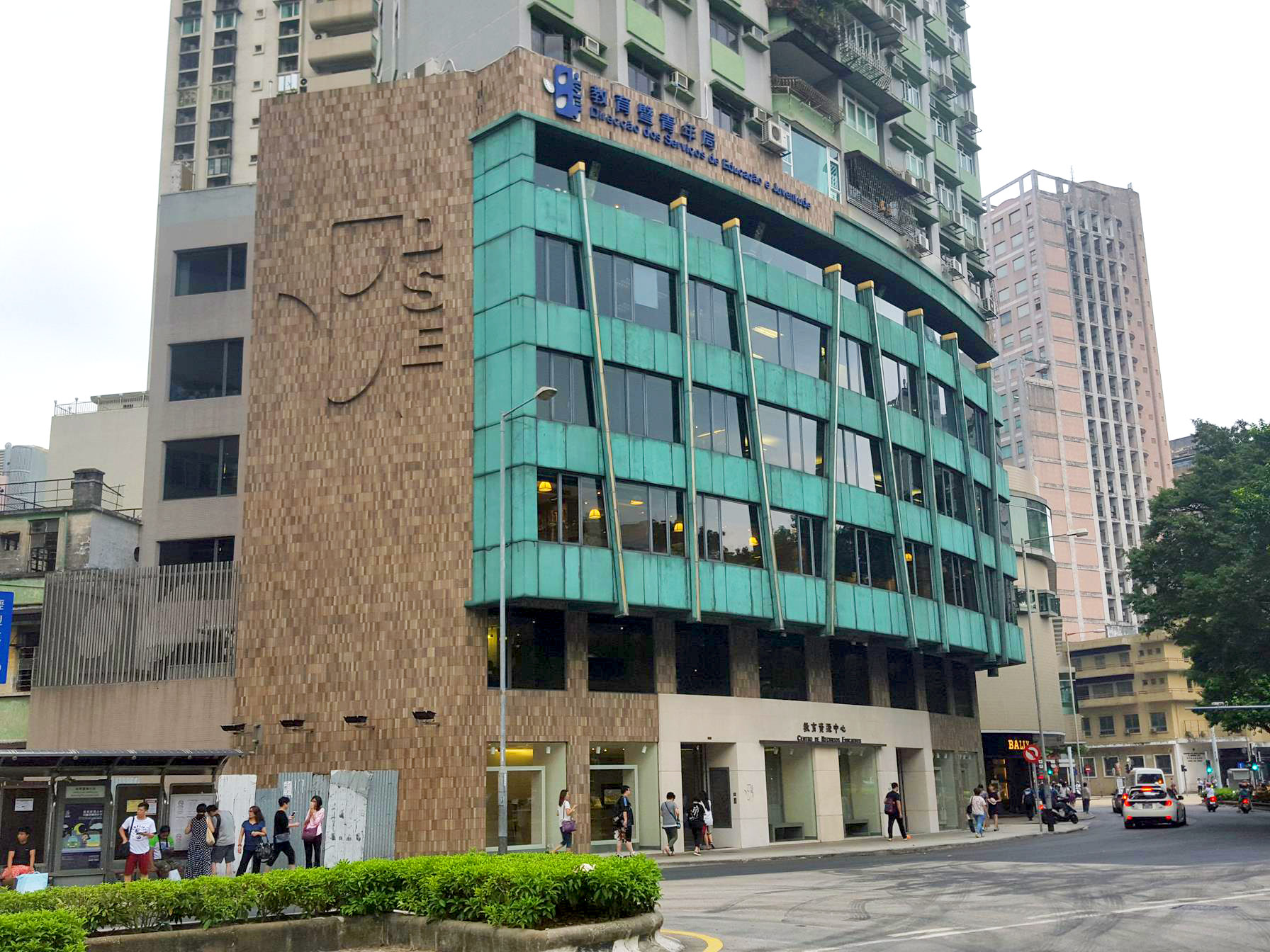
教育資源中心

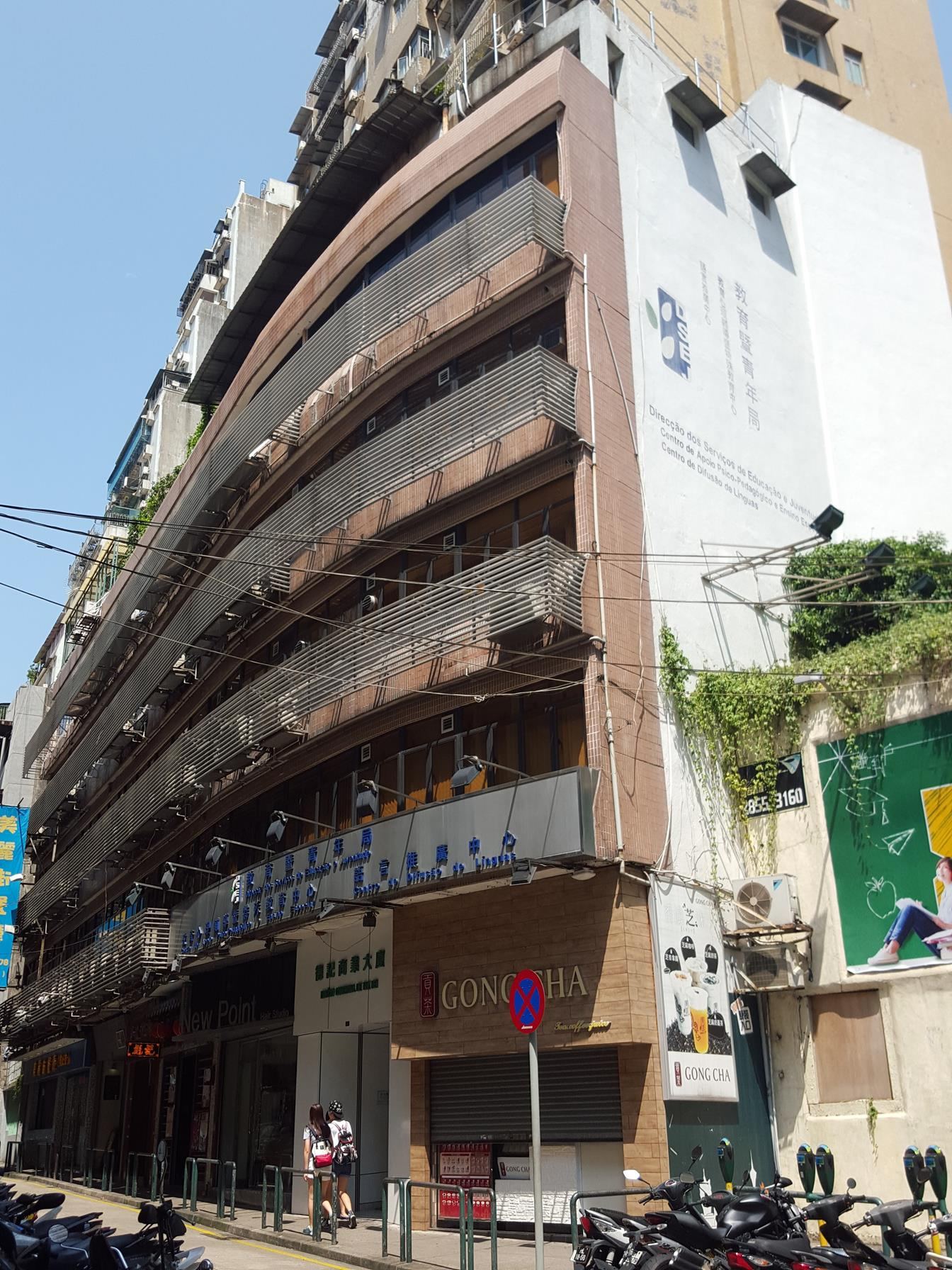
語言推廣中心

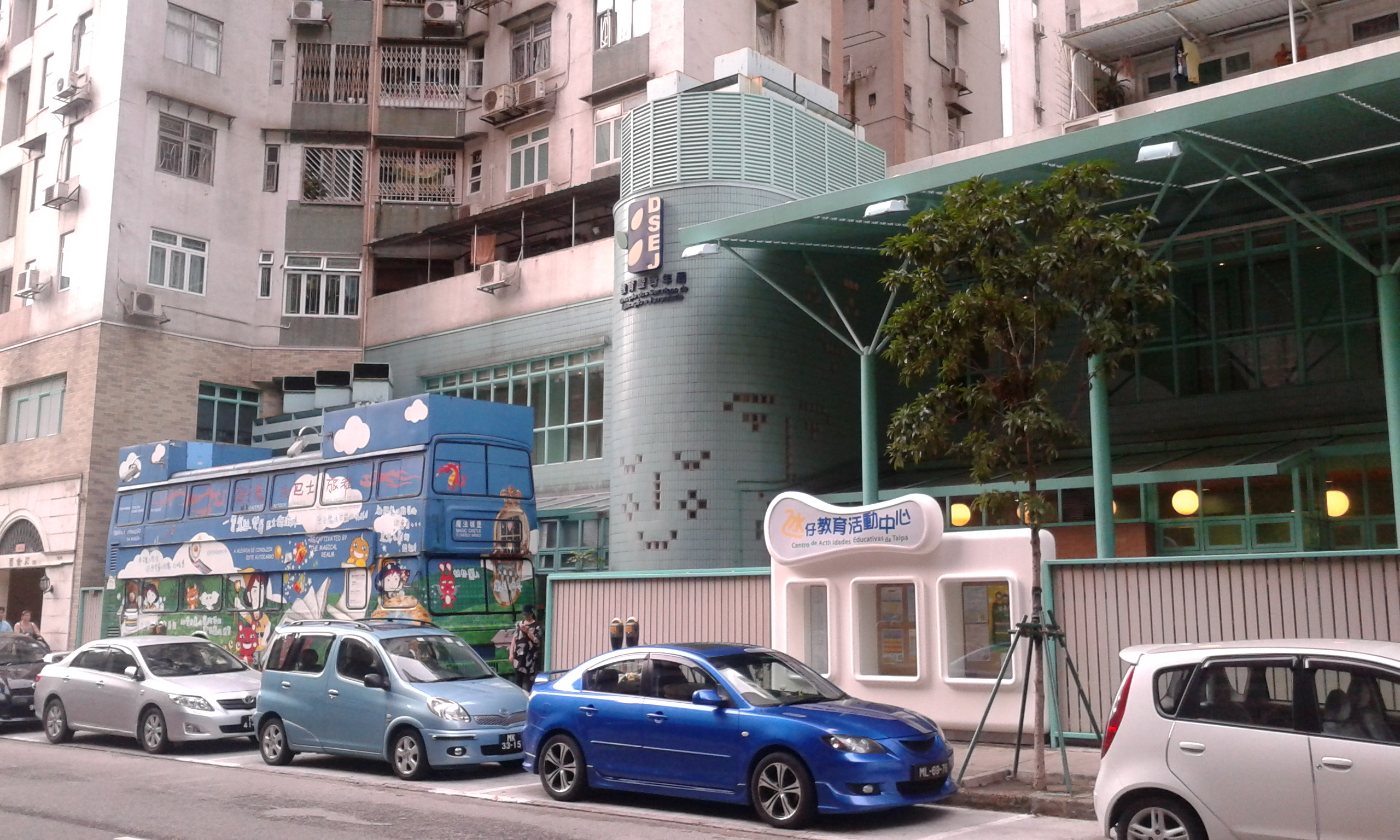
氹仔教育活動中心

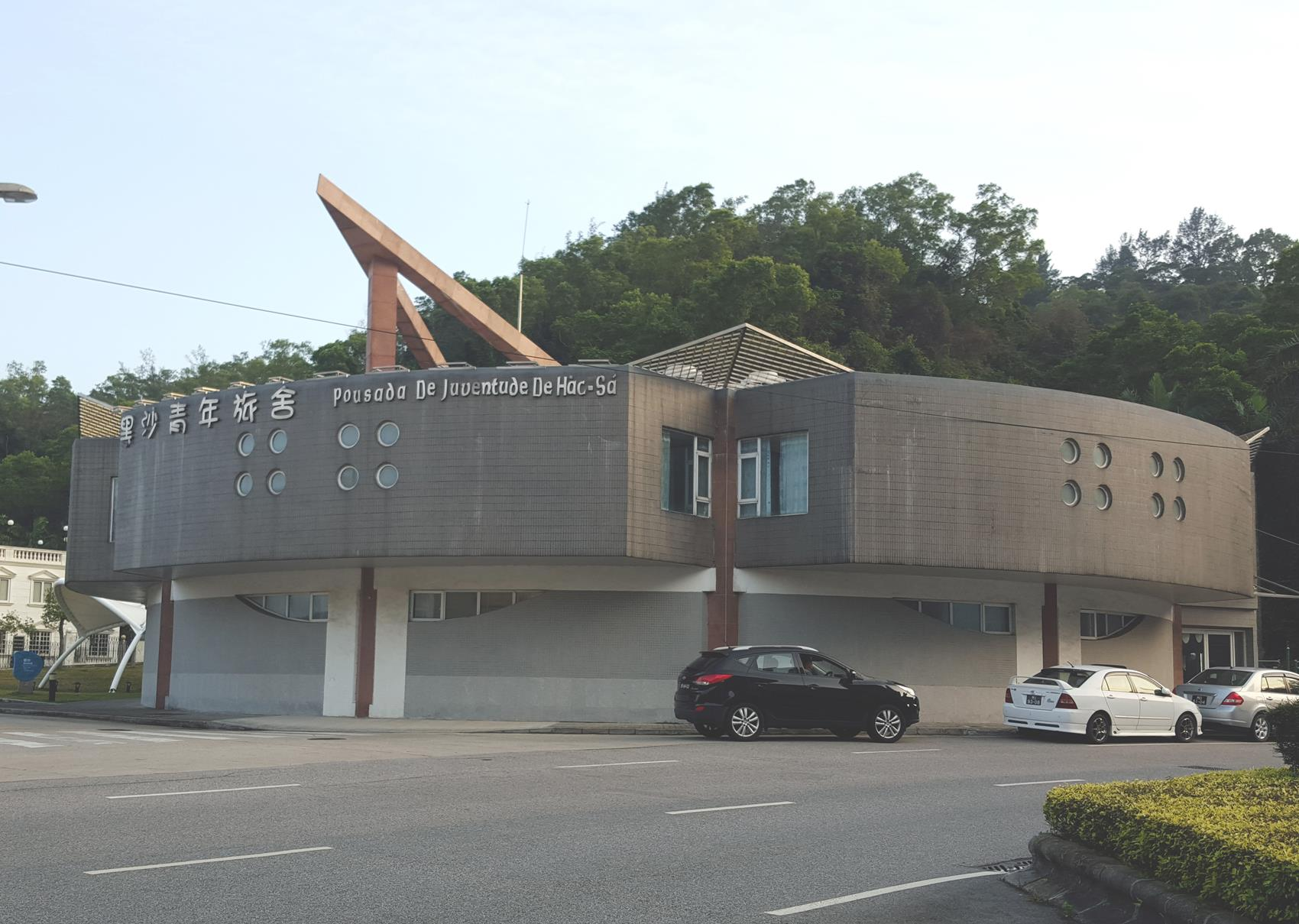
黑沙青年旅舍

| 機構名稱                   | 地址                                          | 是否設有自修室 | 是否設有閱覽室/圖書室 |
| 青年旅舍                   | 青年旅舍                                      | 青年旅舍       | 青年旅舍              |
| -------------------------- | --------------------------------------------- | -------------- | --------------------- |
| 竹灣青年旅舍               | 路環法令司士古街（竹灣海灘斜坡頂）            | ☒              | ☒                     |
| 黑沙青年旅舍               | 路環黑沙龍爪角海濱路                          | ☒              | ☒                     |
| 青年中心                   |                                               |                |                       |
| 黑沙環青年活動中心         | 澳門黑沙環海邊馬路建華大廈廣場                | check          | check                 |
| 青年試館                   | 澳門高偉樂街（塔石體育館）                    | check          | check                 |
| 外港青年活動中心           | 澳門新口岸畢仕達大馬路綜藝館第二座            | ☒              | check                 |
| 駿菁活動中心               | 澳門順景廣場（近馬場東大馬路）                | check          | check                 |
| 教育活動中心               |                                               |                |                       |
| 氹仔教育活動中心           | 氹仔布拉干薩街濠景花園24至26座地下            | ☒              | check                 |
| 成人教育中心               | 澳門祐漢看台街313號翡翠廣場三樓               | check          | check                 |
| 語言推廣中心               | 澳門美麗街31號三樓（閱覽室/圖書室在一樓）     | ☒              | check                 |
| 德育中心                   | 澳門台山新街利達新邨三樓（近三角花園）        | ☒              | check                 |
| 教育資源中心               | 澳門南灣大馬路926號                           | ☒              | check                 |
| 教育心理輔導暨特殊教育中心 | 澳門美麗街31號二及四樓（閱覽室/圖書室在一樓） | ☒              | check                 |
| 自修室                     |                                               |                |                       |
| 台山自修室                 | 澳門台山巴波沙大馬路嘉翠麗大廈123號地下       | 不適用         | 不適用                |
| 筷子基自修室               | 筷子基社屋快達樓第二座2樓C單位                | 不適用         | 不適用                |
| 青洲自修室                 | 青濤大廈地下A舖                               | 不適用         | 不適用                |
| 其他                       |                                               |                |                       |
| 中葡職業技術學校體育館     | 澳門勞動節街中葡職業技術學校                  | 不適用         | 不適用                |
| 毅健館                     | 澳門勞動節街中葡職業技術學校三樓              | 不適用         | 不適用                |
| 鮑思高粵華小學體育館       | 澳門亞馬喇馬路六號鮑思高粵華小學              | 不適用         | 不適用                |
| 青少年展藝館               | 澳門高偉樂街助學會大樓                        | 不適用         | 不適用                |

## 諮詢機構

### 非高等教育委員會
- 非高等教育委員會相關法規
- 成員名單 （页面存档备份，存于）

### 青年事務委員會
- 青年事務委員會相關法規
- 成員名單 （页面存档备份，存于）

## 暑期活動
澳門暑期活動由教育暨青年局與體育局合辦，對象為4歲至25歲之青少年，並以登記、抽籤（名額30,000個）和報名的過程讓有意參加的青少年報名。2007年共有245項供適齡的青少年選擇，其中，體育活動佔65項，文娛康樂活動佔180項。

## 歷任局長
1. 韋思理（1999年─2003年）
2. 蘇朝暉（2003年─2011年）
3. 梁勵（2011年─2018年）
4. 老柏生（2018年─2021年）

## 外部連結
- 教育暨青年局 （页面存档备份，存于）
- OpenSchool STEM教育特刊-澳門教青局長老柏生專訪 （页面存档备份，存于）

| 前任： · 葡屬澳門教育暨青年司 | 澳門特別行政區教育暨青年局 · 1999年11月1日—2021年2月1日 | 繼任： · 澳門特別行政區教育及青年發展局 |